# Boksillkremla
Boksillkremla (Russula faginea) är en svampart som beskrevs av Romagn. ex Adamcík 2003. Boksillkremla ingår i släktet kremlor och familjen kremlor och riskor.  Arten är reproducerande i Sverige. Inga underarter finns listade i Catalogue of Life.

## Bildgalleri

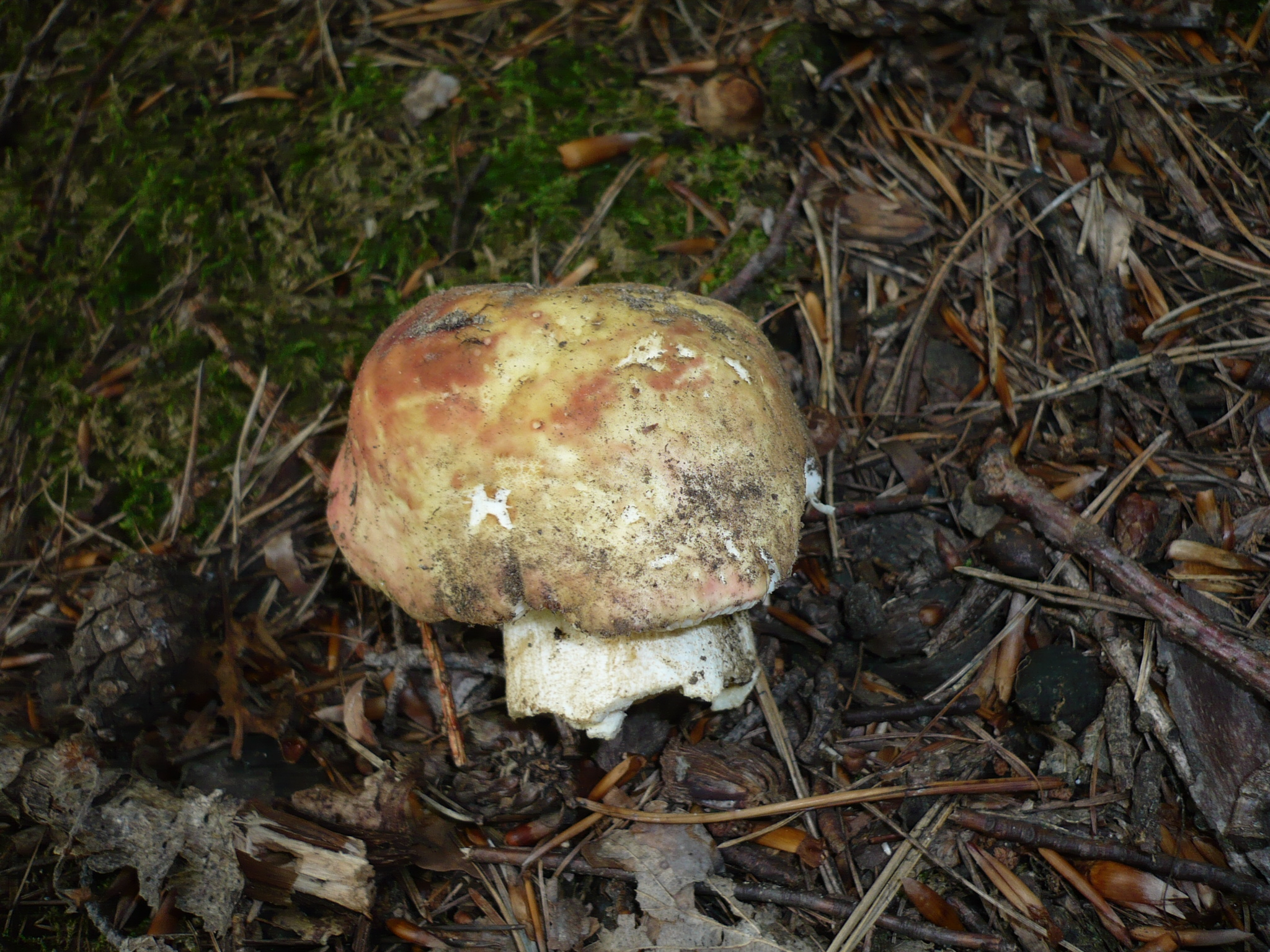